# Église Santa Maria Immacolata alla Cervelletta
L'église Santa Maria Immacolata alla Cervelletta est une église située via di Tor Cervara, dans la zone Z.VIII (Tor Sapienza) à Rome.     

## Historique et description
L'église est construite de 1911 à 1912 d'après les plans de l'architecte Carlo Lepri, sur un terrain mis à la disposition des ducs de Salviati. Elle est consacrée le 2 juin 1912 par le cardinal vicaire Pietro Respighi. Cette petite église est la première paroisse érigée dans la campagne romaine. Le toponyme cervelletta, le nom d'un domaine appartenant aux Salviati, est un dérivé populaire du terme cervaretto, qui indique un lieu de chasse au cerf.    
L'église a des formes très simples, avec une nef unique et plusieurs chapelles latérales. L'intérieur a été décoré par Giovanni Battista Conti, qui y a représenté plusieurs saints, dont saint Antoine le Grand, saint Antoine de Padoue, sainte Anne et saint Pie X, bienfaiteur de l'église. 
L'église reste le siège de la paroisse jusqu'en 1968. Avec la construction d'une nouvelle église dédiée à saint Vincent de' Paoli, les activités de la paroisse sont définitivement transférées dans le nouveau bâtiment. La paroisse prend alors le nom de Santa Maria Immacolata et San Vincenzo de 'Paoli . L’église Santa Maria alla Cervelletta, restaurée en 1999, sert aujourd'hui principalement à la célébration de mariages.